# Javor Ivanjica
FK Javor Matis (serb.: ФК Јавор Матис) – serbski klub piłkarski, mający siedzibę w mieście Ivanjica. Klub został założony w 1912 roku i jest drugim najstarszym klubem w Serbii.

## Historia
Chronologia nazw:
- 1912: FK Javor Ivanjica (serb. cyr. Фудбалски клуб Јавор Ивањица)
- 2005: FK Javor Habitpharm Ivanjica (serb. cyr. Фудбалски клуб Хабит фарм Јавор Ивањица)
- 2011: FK Javor Ivanjica (serb. cyr. Фудбалски клуб Јавор Ивањица)
- 2019: FK Javor Matis Ivanjica (serb. cyr. Фудбалски клуб Јавор Матис Ивањица)

Klub piłkarski Javor został założony w Ivanjicy w 1912 roku, kiedy student Milan Radojević przywiózł do miasta pierwszą piłkę nożną. W mieście było wystarczająco dużo chłopców, którzy poznali nową grę. Po 10 dniach powstała drużyna piłkarska, którą nazwano „Javor”.
Po zaledwie kilku treningach, zapoznaniu się z zasadami gry i oznakowaniu boiska, wszystko było gotowe na pierwszy mecz piłkarski przed publicznością. „Niebiescy” i „Czerwoni” zagrali ze sobą, mecz zakończył się remisem 1:1.
Z powodu wojny i niewielkiej liczby klubów piłkarskich w kraju, do końca II wojny światowej nie odbywały się regularne mistrzostwa ani turnieje, ale rozgrywano różne mecze towarzyskie. Po zakończeniu II wojny światowej klub, podobnie jak inne kluby piłkarskie w kraju, przeżywał wzloty i upadki. Drużyna grała zarówno w wyższych, jak i niższych ligach, ale przez cały okres swojego istnienia nie przestała istnieć.
Pierwszy znaczący sukces klub odniósł w latach 1958–1962, kiedy po raz pierwszy wystąpił w II lidze Jugosławii. W tym czasie w drużynie grało pierwsze pokolenie znanych piłkarzy: Luković, Ranjić, Sarćević, Đoko Đurić, Belogrlić, Nesanović, Ćukavać i Željo Luković. Prezesem klubu był Stevo Juvicević, a trenerem Slavenko Kuzeljević. W tym okresie w klubie grali również inni znani piłkarze: Tatović, Ćurčić, Vitorović, Milošević, Milekić, Stefanović, Drobnjaković, Sretenović i Langura.
Jednak największy sukces w historii klubu przypadł w sezonie 2001/02, kiedy klub awansował do I ligi Federalnej Republiki Jugosławii, co zbiegło się z 90. rocznicą powstania klubu. Prezes klubu Duško Sekulić i jego trzej wiceprezesi: Dragan Lazović, Darko Jovanović i Slobodan Bašević, to osoby, które w największym stopniu przyczyniły się do sukcesu klubu. Do tego sukcesu przyczyniło się również wielu zawodników, w tym: Ćurčić, Milović, Petaković, Borović, Đoković, Lišanin, Gasić, Radoslavljević, Jevđović, Petrović i Bondžulić.
W sezonie 2004/05 klub wygrał baraże do najwyższej ligi, która wówczas nazywała się Superligą Serbii i Czarnogóry. Dyrektorem sportowym był Radovan Ćurčić, który w tamtym czasie pełnił funkcję trenera i osiągnął z klubem podobny sukces, będąc jeszcze zawodnikiem. W klubie grało kilku znakomitych zawodników: Bondžulić, Lišanin, Šimić, Bogdanović, Žunić, Vasić, Nikitović, Petaković, Ramić, Radoslavljević, Odita, Tamvanjera. W ciągu ostatnich dziesięciu lat duży wkład w rozwój klubu wnieśli również dyrektor sportowy Tomislav Savić oraz szef działów administracyjnych, technicznych i organizacyjnych Zoran Ristić.
Po kolejnym spadku do Pierwszej Ligi, klub powrócił jednak do Serbskiej Superligi, wygrywając ją w sezonie 2007/08, ustanawiając tym razem wyjątkowy rekord – nie poniósł ani jednej porażki w tym sezonie (34 mecze).
W sezonie 2013/14, po kilku latach gry w Serbskiej Superlidze, klub spadł do Serbskiej Pierwszej Ligi, kończąc sezon 2013/14 na 15. miejscu w tej lidze. Jednak, podobnie jak miało to miejsce wcześniej, gdy klub spadł do Pierwszej Ligi, szybko się odrodził. Tym razem zawodnicy zajęli drugie miejsce w Serbskiej Pierwszej Lidze w sezonie 2014/15, zdobywając prawo gry w serbskiej Superlidze w sezonie 2015/16. W sezonie 2015/16, po sześciu kolejkach rozgrywek, zespół niespodziewanie objął prowadzenie w tabeli ligowej z 15 punktami, ale zakończył sezon na 13. pozycji.